# Tricyphona aethiops
Tricyphona aethiops är en tvåvingeart som först beskrevs av Alexander 1955.  Tricyphona aethiops ingår i släktet Tricyphona och familjen hårögonharkrankar. Inga underarter finns listade i Catalogue of Life.